# Trznadel skalny
Trznadel skalny (Emberiza buchanani) – gatunek małego ptaka z rodziny trznadli (Emberizidae). Wędrowny; zasięg gniazdowania rozciąga się od południowo-wschodniej Turcji na zachodzie do części Mongolii leżących na długości 102°E na wschodzie. Zimowiska zlokalizowane są w zachodnich Indiach. Nie jest zagrożony wyginięciem.

## Taksonomia i filogenetyka
Po raz pierwszy gatunek opisał Edward Blyth w 1844. Holotyp pochodził z Półwyspu Indyjskiego. Autor nadał nowemu gatunkowi nazwę Emberiza buchanani. Obecnie (2020) Międzynarodowy Komitet Ornitologiczny (IOC) podtrzymuje tę nazwę. Blyth opisał trznadla skalnego na podstawie rysunku Francisa Buchanana-Hamiltona, po którym gatunek otrzymał epitet gatunkowy. Holotyp miał trafić do Muzeum Indyjskiego w Kolkacie, jednak nie został odnaleziony.

### Filogenetyka
Trznadel skalny stanowi takson siostrzany wobec kladu złożonego z ortolana (E. hortulana) i trznadla modrogłowego (E. caesia), gatunków siostrzanych. Wskazują na to wyniki badania filogenetycznego z 2008 roku opartego na analizie sekwencji mitochondrialnego genu cytochromu b oraz genu dekarboksylazy ornityny (ODC). Przy wykorzystaniu jedynie sekwencji genu kodującego ODC wynik był odmienny – trznadel skalny jest gatunkiem siostrzanym wobec trznadla srebrnogłowego (E. stewarti).
Trznadel popielaty (E. cineracea) nie został uwzględniony w tym badaniu. Uwzględniało go jednak badanie z 2014 roku z wykorzystaniem zarówno analizy pojedynczego locus – sekwencji genu kodującego cytochrom b – jak i analizy wielu loci. Drzewa filogenetyczne opracowane z użyciem każdej z tych metod przedstawiają pozycję trznadla skalnego i wspomnianych trzech gatunków względem siebie tak samo:
|  | \| \| E. hortulana \| \| \| \| \| \| E. caesia \| \| \| \| |
|  |                                                            |
|  | E. cineracea                                               |
|  |                                                            |
|  | E. hortulana                                               |
|  |                                                            |
|  | E. caesia                                                  |
|  |                                                            |

|  | E. hortulana |
|  |              |
|  | E. caesia    |
|  |              |

|  | \| \| E. hortulana \| \| \| \| \| \| E. caesia \| \| \| \| |
|  |                                                            |
|  | E. cineracea                                               |
|  |                                                            |
|  | E. hortulana                                               |
|  |                                                            |
|  | E. caesia                                                  |
|  |                                                            |

|  | E. hortulana |
|  |              |
|  | E. caesia    |
|  |              |

### Podgatunki
IOC wyróżnia 3 podgatunki, podobnie jak autorzy HBW:
- E. b. cerrutii de Filippi, 1863[9]
- E. b. buchanani Blyth, 1845[3]
- E. b. neobscura Paynter, 1970[10]

Niektórzy autorzy uznają trznadla skalnego za gatunek monotypowy. Różnice między przedstawicielami poszczególnych podgatunków są niewielkie. Często pojedynczego osobnika nie da się przypisać do konkretnego podgatunku. Według autorów Handbook of Western Palearctic Birds (2018) zestawu cech mających charakteryzować ptaki danego podgatunku – określonej jasności upierzenia i tego, jak wyraźne jest kreskowanie na wierzchu ciała – nie da się potwierdzić na okazach muzealnych. Zmienność osobnicza jest w zbiorach muzealnych lepiej widoczna niż domniemana zmienność między przedstawicielami różnych podgatunków.

## Morfologia
Długość ciała wynosi 15–17 cm; masa ciała: 17,2–26 g. W upierzeniu występuje nieznaczny dymorfizm płciowy, lecz nierzadko nie da się określić płci obserwowanego osobnika.
U samca głowa ma barwę szarawą (brudnoszarą, niekiedy popielatą). Obecny długi brudnobiały wąs i niewielka plamka na gardle. Pierś rdzawobrązowa; inaczej niż u samców ortolana i trznadla modrogłowego, nie ma na niej ciemnej przepaski. W świeżym upierzeniu wygląda na łuskowaną dzięki wąskim białym krawędziom piór. Brzuch brązowobiały. Dolne barkówki rdzawobrązowe. Płaszcz płowoszary lub płowobrązowy, z drobnym kreskowaniem. Kuper brązowoszary; może występować drobne kreskowanie. Pokrywy podogonowe białawe. Ogon stosunkowo długi. Samice wyróżniają się bardziej stonowaną kolorystyką. Mają kreskowane ciemię i pierś. Dziób różowy, jedynie z jasnym grzbietem, stosunkowo długi i wąski. Obrączka oczna biaława.

## Zasięg występowania
Trznadle skalne są wędrowne. Zasięg gniazdowania rozciąga się od południowo-wschodniej Turcji na zachodzie do części Mongolii leżących na długości 102°E na wschodzie. W zależności od podgatunku jest to obszar:
- E. b. cerrutii – od południowo-wschodniej Turcji, Armenii i Azerbejdżanu na wschód po Iran i południowy Turkmenistan[8]; gniazdują również w Kazachstanie w Mugodżarach[14];
- E. b. buchanani – od południowego Uzbekistan i Tadżykistanu (Pamir) na południe po północny i środkowy Afganistan, prawdopodobnie również południowo-zachodni Pakistan (Beludżystan)[8];
- E. b. neobscura – od środkowego i północno-wschodniego Kazachstanu, Uzbekistanu i Kirgistanu na wschód po pasma Ałtaju rozciągające się w południowo-zachodniej Mongolii i północno-zachodnich Chinach (północno-zachodni Sinciang)[8].

Przedstawiciele wszystkich trzech podgatunków zimują w Indiach. Zimowiska rozmieszczone są w zachodniej części kraju, od północnego Gudźaratu na wschód po środkowy Uttar Pradesh oraz wschodnią Maharasztrę i dalej na południe do północnego stanu Andhra Pradesh i środkowej Karnataki. Nieliczne trznadle skalne zimują w prowincji Sindh w południowym Pakistanie (obecność odpowiednich zimowisk zależy tu od przebiegu monsunów w danym roku).

## Ekologia i zachowanie

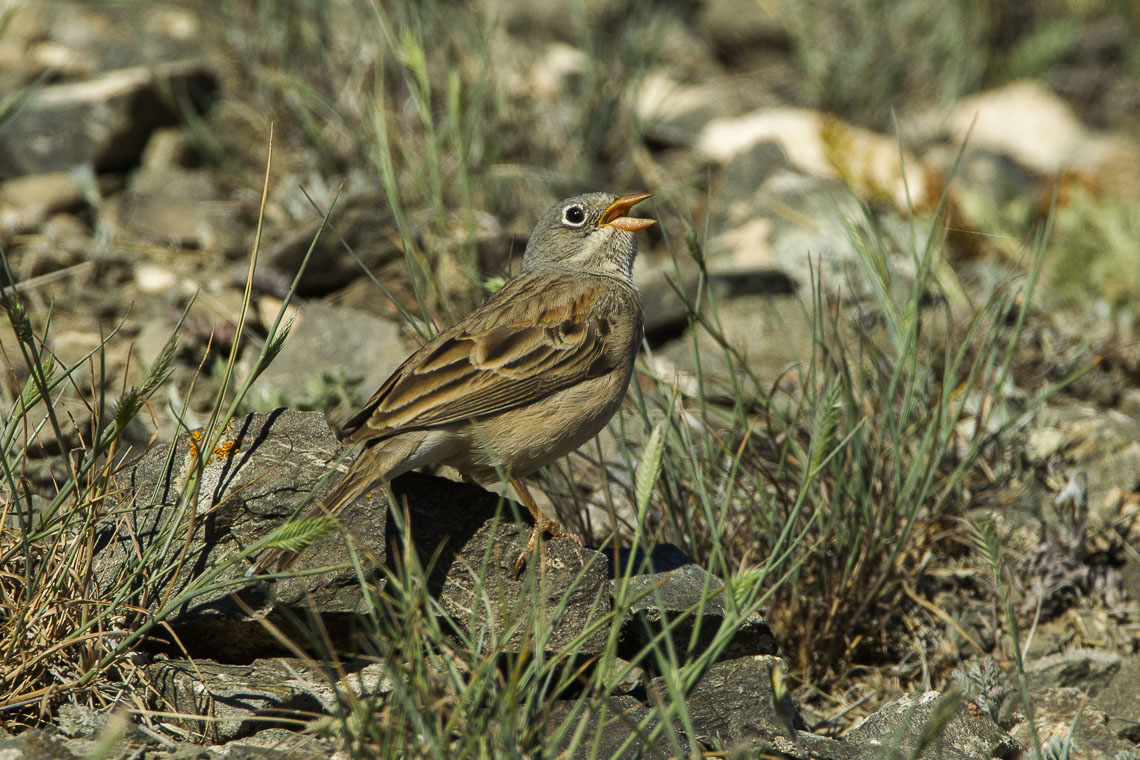
Trznadle skalne występują na obszarach z niską roślinnością (najwyżej rzadko rosnącymi krzewami; unikają zadrzewień), na przykład z połaciami trawy porastającymi kamieniste podłoże

Trznadle skalne gniazdują na suchych skalistych zboczach, w wąwozach i na płaskowyżach porośniętych kępami traw i niską roślinnością. Występują na terenach pokrytych nieregularnie krzewami, lecz przeważnie unikają zadrzewień. Zamieszkują zarówno otwarte przestrzenie, na przykład z połaciami trawy porastającymi kamieniste podłoże, jak te z bardziej zróżnicowaną rzeźbą terenu – wąwozami, piargami czy wychodniami skalnymi. Na zimowiskach przebywają na suchych zboczach porośniętych wilczomleczami (Euphorbia), suchych kamienistych półpustyniach oraz na terenach upraw.
Trznadle skalne gniazdują przeważnie między 900 a 1400 m n.p.m., w niektórych regionach do 2400 m n.p.m.; w Kazachstanie między 2000 a 2700 m n.p.m.; a w Afganistanie do 3200 m n.p.m. W Turcji rzadko gniazduje poniżej 1000 m n.p.m.; najczęściej jest to od 1800 do 3000 m n.p.m.
Pożywienia szukają na ziemi, w parach i niewielkich grupach. Żerują od wczesnych godzin porannych do 10–11 oraz ponownie od wczesnego wieczora. Są spokojne i niepłochliwe. Przed jesienną wędrówką zbierają się w małe stada, których liczebność rzadko jednak przekracza 20 osobników. Obserwowano trznadle skalne w mieszanych stadach: z ortolanami (w Kazachstanie) oraz z głuszkami (E. cia) i trznadlami srebrnogłowymi. Trznadle skalne opuszczają tereny lęgowe od końca sierpnia do września; nieco wcześniej odlatują w Kazachstanie – już w pierwszej połowie sierpnia. W okręgu Kaććh (Gudźarat) graniczącym z Pakistanem osobniki na wiosennych przelotach obserwowane są w marcu.

### Pożywienie
Pożywienie trznadli skalnych stanowią różnorodne nasiona, również kiełkujące; między innymi rdestu (Polygonum), wilczomleczy (Euphorbia), rokitników (Hippophae) i słonisza srebrzystego (Halimodendron halodendron). Młode są karmione niemal wyłącznie bezkręgowcami, szczególnie ryjkowcowatymi (Curculionidae) i innymi chrząszczami (Coleoptera) w różnych stadiach rozwoju, do tego prostoskrzydłymi (Orthoptera), pluskwiakami (Hemiptera), mrówkowatymi (Formicidae) i ślimakami z podgromady płucodysznych (Pulmonata).

### Lęgi

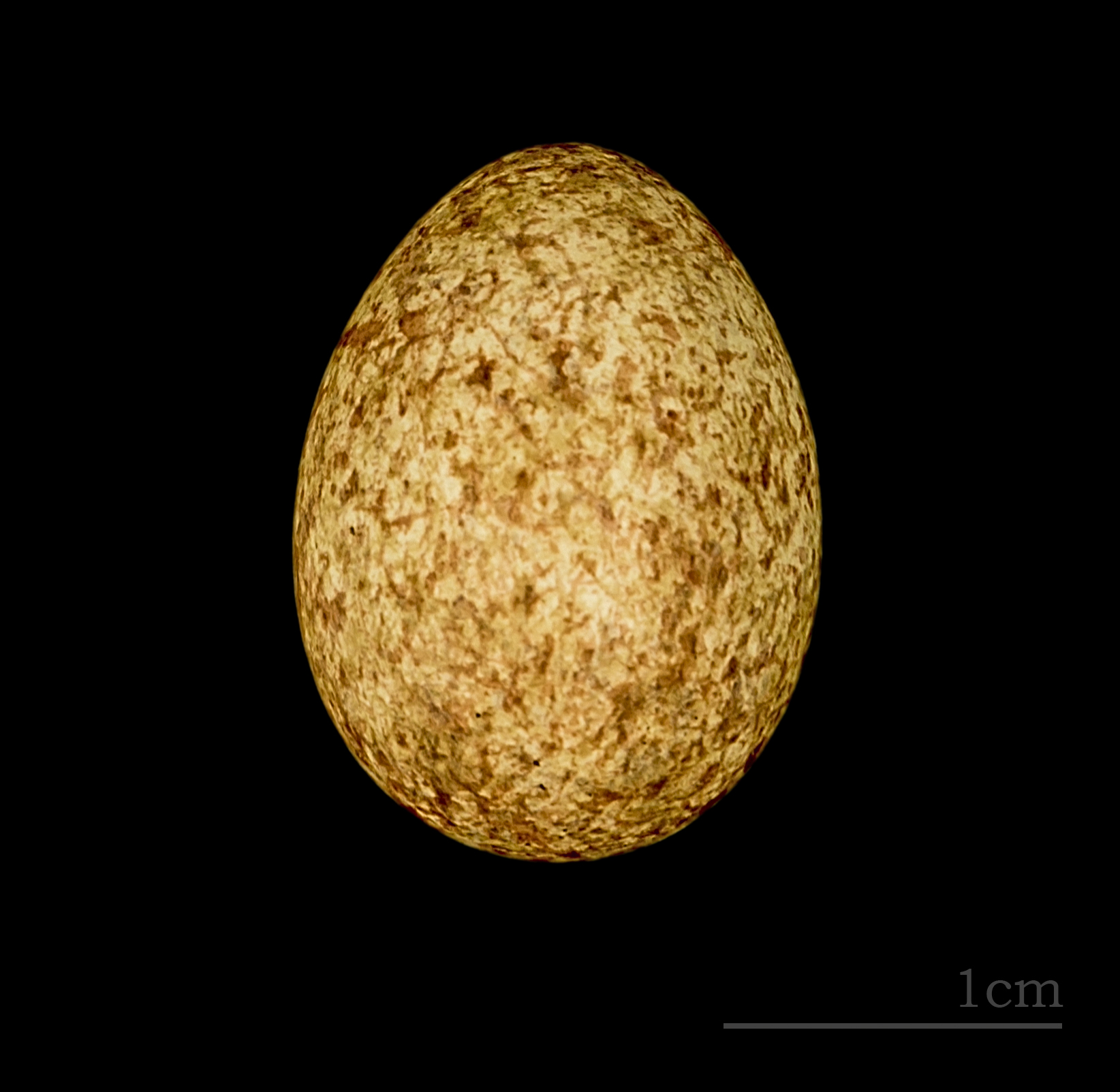

Samce trznadli skalnych przybywają na tereny lęgowe kilka dni przed samicami. Zniesienia stwierdzano: w maju i czerwcu w Turcji; od kwietnia do lipca w Iranie; na początku maja w południowym Turkmenistanie; od końca maja do początku lipca w Kazachstanie; pod koniec maja w Afganistanie.
Trznadle skalne wyprowadzają jeden lęg w roku, być może czasami dwa. Prawdopodobnie są monogamiczne; potrzeba więcej badań. Samica sama buduje gniazdo. Umieszczone jest na ziemi pod osłoną kamienia, kępy trawy lub niskiego krzewu, czasami do 30 cm nad ziemią w krzewie. Wyściółkę stanowią łodygi traw i sierść, w tym wełna. W zniesieniu od 3 do 6 jaj. Skorupka ma zmienną barwę, od niebieskawej po różowawą, pokryta jest brązowymi plamami i paskami (skupionymi przy szerszym końcu). Wysiaduje jedynie samica, choć może pomagać w tym samiec – stwierdzano bowiem osobniki z plamą lęgową. Okres inkubacji jest nieznany. Młode są karmione przez obydwa ptaki z pary. Brak informacji o czasie przebywania w gnieździe.

## Status i zagrożenia
IUCN uznaje trznadla skalnego za gatunek najmniejszej troski (LC, Least Concern) nieprzerwanie od 1988 (stan w 2020). BirdLife International uznaje trend liczebności populacji za stabilny. Jest to gatunek szeroko rozprzestrzeniony, lecz o raczej zlokalizowanym występowaniu.
Na przełęczy Szokpak (Kazachstan) zaobserwowano spadek liczebności trznadli skalnych na przelotach. Przyczyna jest niejasna, być może odpowiada za niego nadmierny wypas na półpustynnych terenach porośniętych rzadką roślinnością.